# Lliga de Defensa Estoniana
La Lliga de Defensa d'Estònia o Lliga de Defensa  Estoniana—en estonià: Kaitseliit— és una organització nacional de defensa voluntària i paramilitar de la República d'Estònia, gestionada pel Ministeri de Defensa. El seu objectiu és garantir la preservació de la independència i la sobirania de l'Estat, la integritat del seu territori i l'ordre constitucional. La Lliga de Defensa compta amb armament i participa en exercicis militars, complint amb les funcions que li assigna la llei. L'organització està dividida en quatre Districtes de Defensa Territorial, compostos per quinze unitats regionals de la Lliga, denominades malevs, els àmbits de responsabilitat dels quals coincideixen majoritàriament amb les fronteres dels comtats estonians.

## Missió

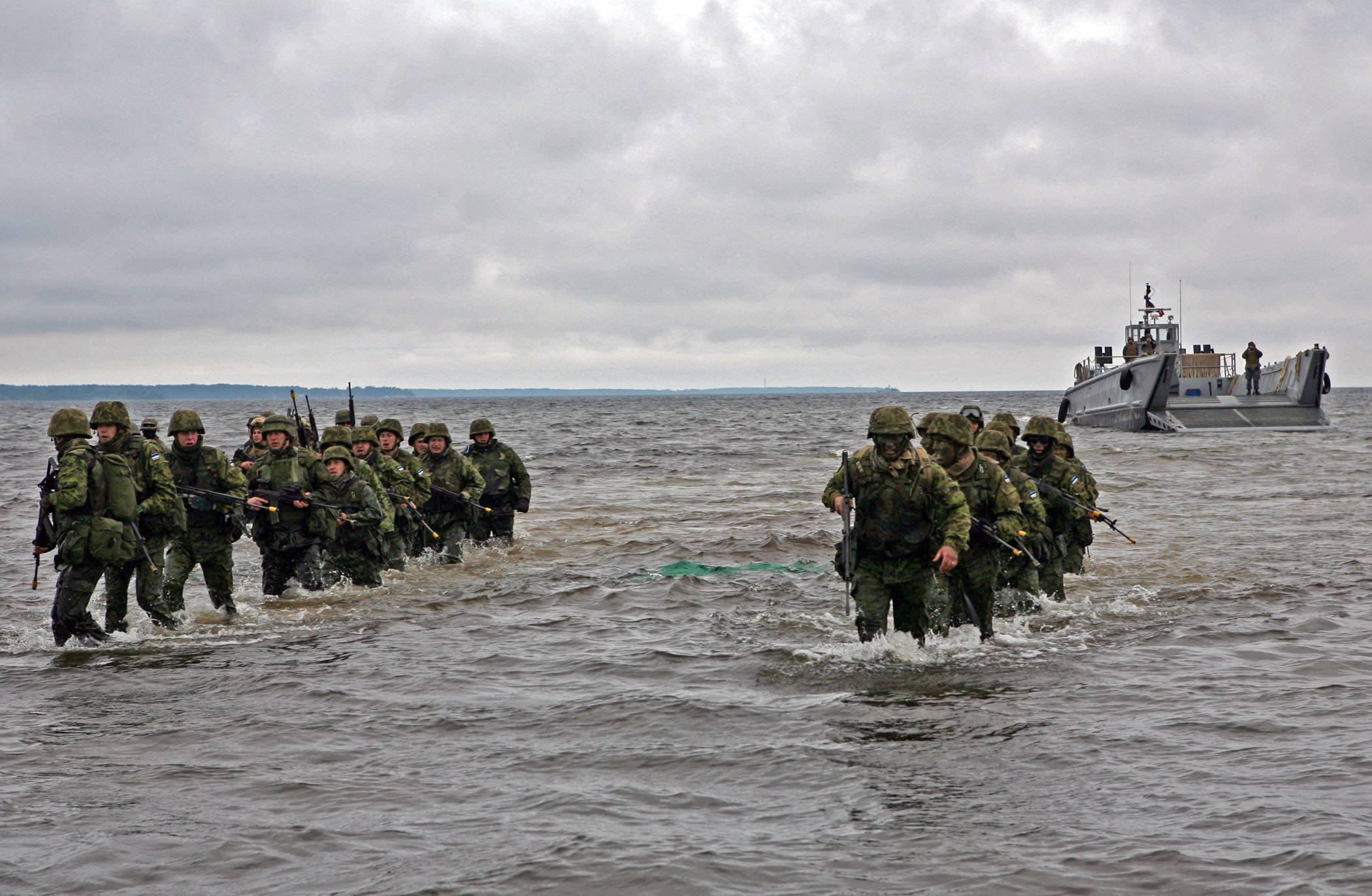
Tropes de la Lliga de Defensa en un exercici conjunt amb marines estatunidencs el 2010.

La Lliga de Defensa és una organització militar nacional de defensa voluntària, que opera sota la jurisdicció del Ministeri de Defensa. Disposa d'armament i participa en exercicis militars. El seu objectiu principal és, amb base en la voluntat lliure i la iniciativa dels ciutadans, enfortir la capacitat de la nació per defensar la seva independència i el seu ordre constitucional, fins i tot davant d'una amenaça militar.
La Lliga de Defensa exerceix un paper important en el suport a les estructures civils. Els seus membres col·laboren en l'extinció d'incendis forestals, s'ofereixen com a voluntaris en funcions auxiliars de la policia i garanteixen la seguretat en diversos esdeveniments. Unitats compostes per membres voluntaris també participen en operacions internacionals de suport a la pau, com als Estats balcànics. La Lliga de Defensa i les organitzacions que li estan afiliades mantenen relacions positives amb entitats homòlogues als països nòrdics, els Estats Units i el Regne Unit.

## Història
- 1918 – La Lliga de Defensa d'Estònia va ser precedida per l'Omakaitse —la primera organització armada de defensa local del país—, creada com a resposta al desordre públic derivat de la Revolució Russa.[5]
- 1918 – L'11 de novembre, l'«Organització de Defensa Ciutadana» va ser rebatejada com a «Lliga de Defensa d'Estònia», assumint funcions de guàrdia nacional durant la Guerra d'Independència d'Estònia.[6]
- 1924 – L'intent de cop comunista de l'1 de desembre va ser rebutjat per la Lliga de Defensa. Es va començar el desenvolupament de l'organització amb vista a complir tasques de defensa nacional.[7]
- 1925 – A l'octubre es va fundar la revista de la Lliga de Defensa d'Estònia, Kaitse Kodu! —«Defensa la teva llar!»—.[8][9]
- 1926 – Els dies 19 i 20 de juny es va celebrar a Tallinn el primer Festival de la Lliga de Defensa d'Estònia, seguit per sis esdeveniments similars abans del 1940.[10]
- 1927 – Amb l'objectiu d'enfortir l'organització i dotar-la d'un enfocament familiar, el comandant de la Lliga de Defensa va aprovar els estatuts provisionals de la Defensa Femenina de la Llar.[11]
- 1940 – La Unió Soviètica va envair Estònia el 17 de juny. El govern estonià es va veure obligat a signar un acord que exigia la recollida de totes les armes, incloses les personals, dels membres de la Lliga de Defensa en un termini de 48 hores. En senyal de protesta, molts membres van danyar deliberadament les seves armes abans de lliurar-les. Centenars d'elles van ser amagades. El 24 de juny, els 43.600 membres van ser alliberats dels seus compromisos jurats. El 29 de juny, tots els béns i fons de la Lliga de Defensa van passar a mans del Partit Comunista d'Estònia, cosa que va marcar oficialment la fi de la seva existència.[12]
- 1991 – El 4 de setembre, el Presídium del Consell Suprem de la República d'Estònia va restituir els drets legals de la Lliga de Defensa, pocs dies després que el seu personal es desplegués durant l'ocupació de la torre de televisió de Tallinn per part de tropes aerotransportades soviètiques. Gràcies a la presència de membres de la Lliga a les sales de control, no es van interrompre les emissions de ràdio.[13]
- 1992 – El 28 d'abril, la Lliga de Defensa va ser incorporada oficialment a les Forces de Defensa com a organització de defensa nacional.[14]
- 1999 – El Parlament d'Estònia va adoptar la Llei de la Lliga de Defensa, que va establir el paper de l'organització en la societat i en la defensa nacional, i va definir les seves principals tasques, estructura, base legal d'operacions, control i cooperació amb les Forces de Defensa, la Policia i altres institucions de l'Estat.[15]

## Cultura

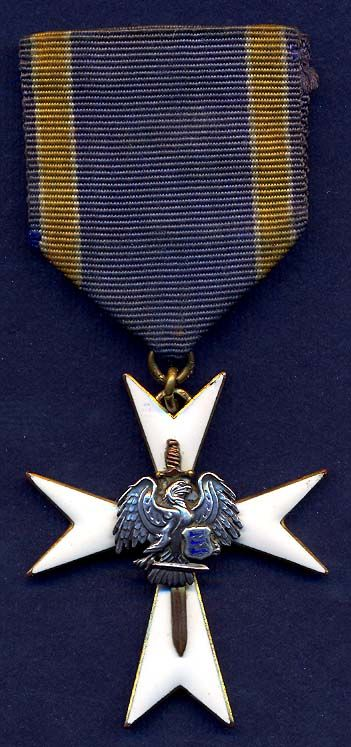
Medalla de la Creu Blanca de la Lliga de Defensa.

El Dia de la Victòria d'Estònia (1919) se celebrava amb desfilades militars organitzades per la Kaitseliit fins a la Segona Guerra Mundial. Des de l'any 2000, les desfilades del Dia de la Victòria han tornat a ser organitzades per la Lliga de Defensa cada 23 de juny. La desfilada del 2015 va destacar per la creixent participació de contingents militars de països membres de l'OTAN: Letònia, Estats Units, Finlàndia, Polònia i Suècia. El 2016, a més de tropes estatunidenques i letones, s'hi van afegir nous contingents de Lituània i Dinamarca. El 2016, la subdivisió Sakala de la Lliga de Defensa d'Estònia va formar la primera banda militar de gaites del país, i la seva primera presentació va tenir lloc aquell mateix any durant la desfilada anual del Dia de la Victòria.
La banda utilitza quatre jocs de tambors i dotze jocs especials de «gaites de guerra», fabricades per Andres Taul. La idea de crear una unitat d'aquest tipus va ser originalment proposada pel president Lennart Meri el 2001, durant una visita al Festival de Música Folklòrica de Viljandi.
Posteriorment, la iniciativa va ser represa el 2010 pel president Toomas Hendrik Ilves, i es va encarregar a Ando Kiviberg —reconegut gaiter local i director del festival folklòric de Viljandi— la formació del grup. Segons Kiviberg, un dels objectius de la banda és també fomentar l'ús de la gaita entre els homes, ja que a Estònia escassegen els gaiters masculins.

## Equipament

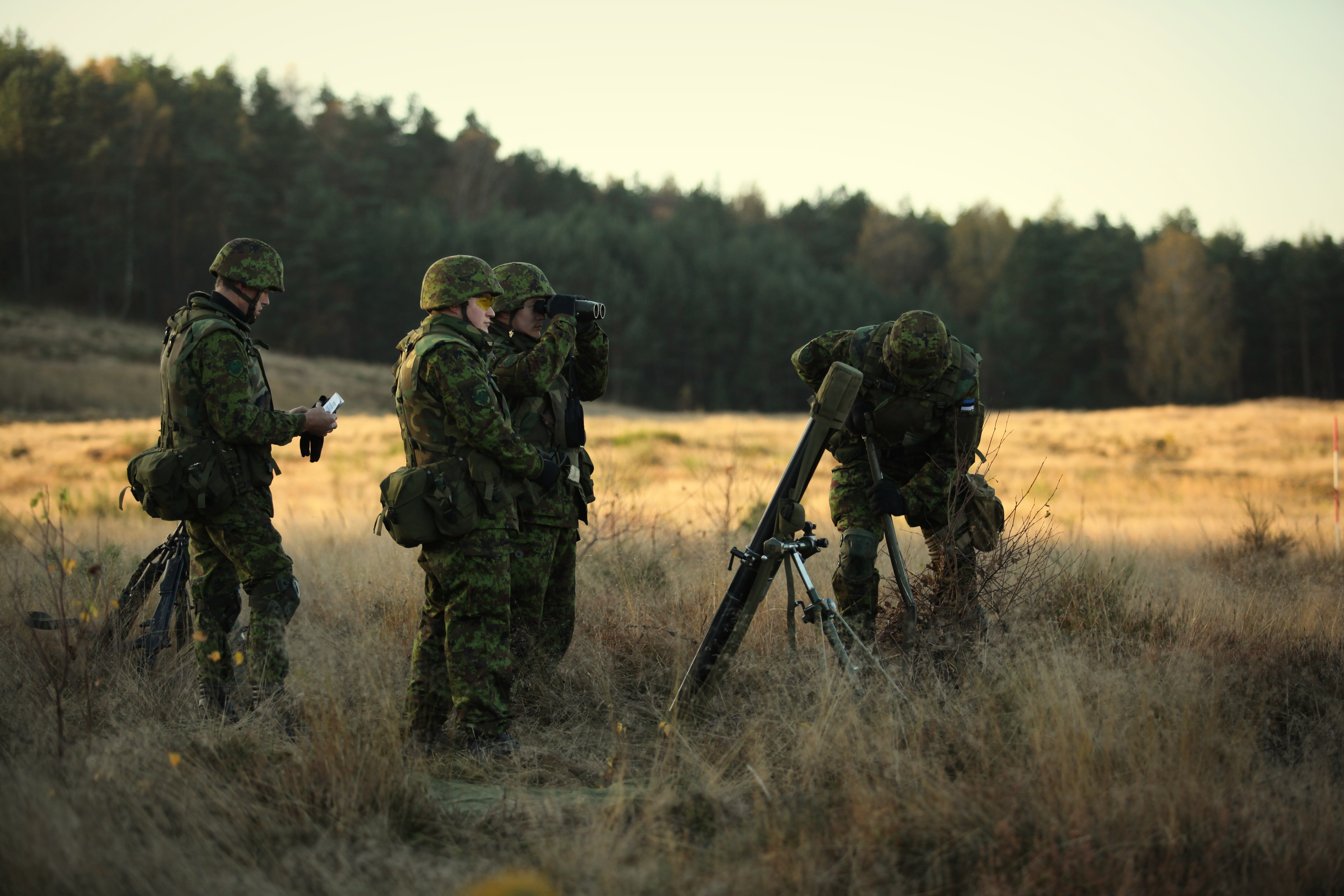
Pelotó de morters de la Lliga de Defensa a l'exercici de l'OTAN Steadfast Jazz 2013

L'arma d'infanteria bàsica de la Lliga de Defensa és el fusell LMT R-20 Rahe de 5,56 mm, tot i que la majoria dels seus membres encara està equipada amb el fusell G3 de 7,62 mm i les seves variants. Aquests fusells basats en el G3 són progressivament reemplaçats pel R-20 Rahe a les unitats de maniobra de la Defensa Territorial —«Maakaitse»—, mentre que les unitats de rereguarda continuaran utilitzant el G3.
El foc de supressió està a càrrec de metralladores Ksp 58, MG3 i metralladores pesades M2 Browning. La capacitat antitancs a nivell d'esquadra està proveïda pels fusells sense retrocés Carl Gustav de 84 mm. A més, el foc indirecte està cobert per morters de 81 mm i 120 mm a nivell de grup de combat. Els grups de combat de la Lliga de Defensa també compten amb unitats antitancs especialitzades, equipades amb canons antitancs Pvpj 1110 de 90 mm i míssils antitancs FGM-148 Javelin. La Lliga de Defensa fa servir una varietat de vehicles de transport tàctic i un petit nombre de transports blindats de personal BTR-80.